# El Ticuí
El Ticui es una localidad mexicana situada en el municipio de Atoyac de Álvarez, en el estado de Guerrero. Según el censo de 2020, tiene una población de 3315 habitantes.
Forma parte de la región de la Costa Grande del estado.
Se localiza en las coordenadas 17°13′N 100°26′O / 17.217, -100.433, a una altitud de 42 m s. n. m.

## Demografía
Según el censo de 2020, la localidad tiene una población total de 3315 habitantes, de los cuales 1599 son hombres y 1716 son mujeres.

## Historia
Dentro del poblado de El Ticui se encuentra una antigua fábrica de tejidos e hilados, herencia de los españoles. Cuentan los pobladores más antiguos y que trabajaron en la fábrica que allí se hacían y teñían las telas que después se exportaban a España. La mayor parte de la gente del barrio trabajaba en el lugar, hasta que al general Lázaro Cárdenas del Río desterró a los peninsulares a su país de origen. La fábrica quedó, entonces, en manos de los ticuiseños. Deficiencias administrativas y financieras, además de falta de refacciones y materias primas, llevaron a la quiebra de la fábrica y por tanto al cierre definitivo.
Aún quedan ruinas monumentales: el chacuaco o chimenea preciosa símbolo del pueblo y el espectacular letrero que daba nombre a la factoría, El Progreso del Ticuí. Este pueblo fue uno de los primeros en tener energía eléctrica en todo el estado de Guerrero, gracias a la fábrica, que tenía su propio generador eléctrico movido por turbina hidráulica.